# Katrine Camilleri
Katrine Camilleri (Málta, 1970. február 24. –) máltai ügyvéd, a máltai Jezsuita Menekültszolgálat (Jesuit Refugee Service) igazgatója. A tengeren keresztül érkező menekültekért végzett munkájáról ismert. 2007-ben elnyerte a Nansen Menekültdíjat.

## Élete
Az 1970-ben Málta szigetén született Camilleri jogot tanult, és hallgatóként a menekültek jogaihoz és védelméhez kapcsolatos kutatásokat végzett. Miután 1994-ben diplomázott a Máltai Egyetemen, egy kis ügyvédi irodában kezdett el dolgozni, ahol menekültekkel került kapcsolatba.
1996-tól a Jezsuita Menekültszolgálat (JRS) máltai irodájában dolgozott, először önkéntesként, majd részmunkaidőben, végül teljes munkaidőben. A JRS az első olyan szervezet, amely rendszeresen professzionális jogi szolgáltatásokat kínál a fogvatartottaknak Máltán. 1997 óta Camilleri több száz olyan személynek nyújtott jogi tanácsot, akiket Máltában tartanak fogva.
2002-ben meredeken nőtt a Máltára hajókon érkező menedékkérők és gazdasági bevándorlók száma, amivel a Földközi-tenger környékén több európai ország is szembesült. Camilleri érdeklődése megnőtt a menekültek védelme iránt.
2007-ben a menekültek jogaiért végzett munkája elismeréseként elnyerte a Nansen Menekültdíjat (Egyesült Nemzetek Menekültügyi Díját).

## Fordítás
- Ez a szócikk részben vagy egészben  a   Katrine Camilleri című angol Wikipédia-szócikk ezen változatának fordításán alapul.  Az eredeti cikk szerkesztőit annak laptörténete sorolja fel. Ez a jelzés csupán a megfogalmazás eredetét és a szerzői jogokat jelzi, nem szolgál a cikkben szereplő információk forrásmegjelöléseként.